# 1982년 전국체육대회
제63회 전국체육대회는 1982년 10월 14일부터 1982년 10월 19일까지 대한민국 경상남도 일원에서 개최되었다.
재 괌교포 선수단이 참가하였고, 해외동포선수 별도 종합순위제를 실시하였으며, 질서체전을 지향하였다.

## 개요
- 대회명칭 : 제63회 전국체육대회
- 개최기간 : 1982년 10월 14일 ~ 1982년 10월 19일
- 개최지 : 경상남도 (주개최지 : 마산시)
- 구호 : 굳센 체력, 알찬 단결, 빛나는 전진
- 참가인원 : 16,464명
- 종별 : 일반부, 대학부, 고등부

## 종목

### 정식종목
| - 검도 - 궁도 - 농구 - 럭비 - 레슬링 - 배구 - 배드민턴 - 복싱 - 볼링 - 사격 | - 사이클 - 수영 (경영, 다이빙, 수구) - 승마 - 씨름 - 야구 - 역도 - 유도 - 육상 - 정구 - 조정 | - 체조 - 축구 - 탁구 - 태권도 - 테니스 - 펜싱 - 하키 - 핸드볼 |